# Liste der Naturdenkmale in Lobbach
| Naturdenkmale | Anzahl |
| ------------- | ------ |
| FND           | 0      |
| END           | 6      |
| Gesamt        | 6      |

Die Liste der Naturdenkmale in Lobbach nennt die verordneten Naturdenkmale (ND) der im baden-württembergischen Rhein-Neckar-Kreis liegenden Gemeinde Lobbach. In Lobbach gibt es insgesamt sechs als Naturdenkmal geschützte Objekte, keines ist ein flächenhaftes Naturdenkmal (FND), alle sind Einzelgebilde-Naturdenkmale (END).
Stand: 1. November 2016.

## Einzelgebilde (END)
| Name                           | Bild | Kennung     | Einzelheiten | Position | Fläche Hektar | Datum         |
| ------------------------------ | ---- | ----------- | ------------ | -------- | ------------- | ------------- |
| Blutbuche Ölmühle              | BW   | 82261040007 | Lobbach      | ⊙        | 0,0           | 26. Feb. 2004 |
| Rotbuche Steinerner Tisch      | BW   | 82261040005 | Lobbach      | ⊙        | 0,0           | 26. Feb. 2004 |
| Stieleiche am Steinernen Tisch | BW   | 82261040003 | Lobbach      | ⊙        | 0,0           | 26. Feb. 2004 |
| Weißtanne Steinerner Tisch     | BW   | 82261040004 | Lobbach      | ⊙        | 0,0           | 26. Feb. 2004 |
| 3 Europäische Lärchen          | BW   | 82261040002 | Lobbach      | ⊙        | 0,0           | 26. Feb. 2004 |
| 6 Stieleichen an K4101         | BW   | 82261040001 | Lobbach      | ⊙        | 0,0           | 26. Feb. 2004 |
| Legende für Naturdenkmal       |      |             |              |          |               |               |